# Nikita Katsalapov
Nikita Gennadjevitsj Katsalapov (Russisch: Никита Геннадьевич Кацалапов) (Moskou, 10 juli 1991) is een Russisch kunstschaatser die actief is in de discipline ijsdansen. Met schaatspartner Jelena Ilinych won Katsalapov tijdens de Olympische Spelen in Sotsji brons bij het ijsdansen en goud bij de landenwedstrijd. Sinds het seizoen 2014/15 schaatst hij met Viktoria Sinitsina.

## Biografie

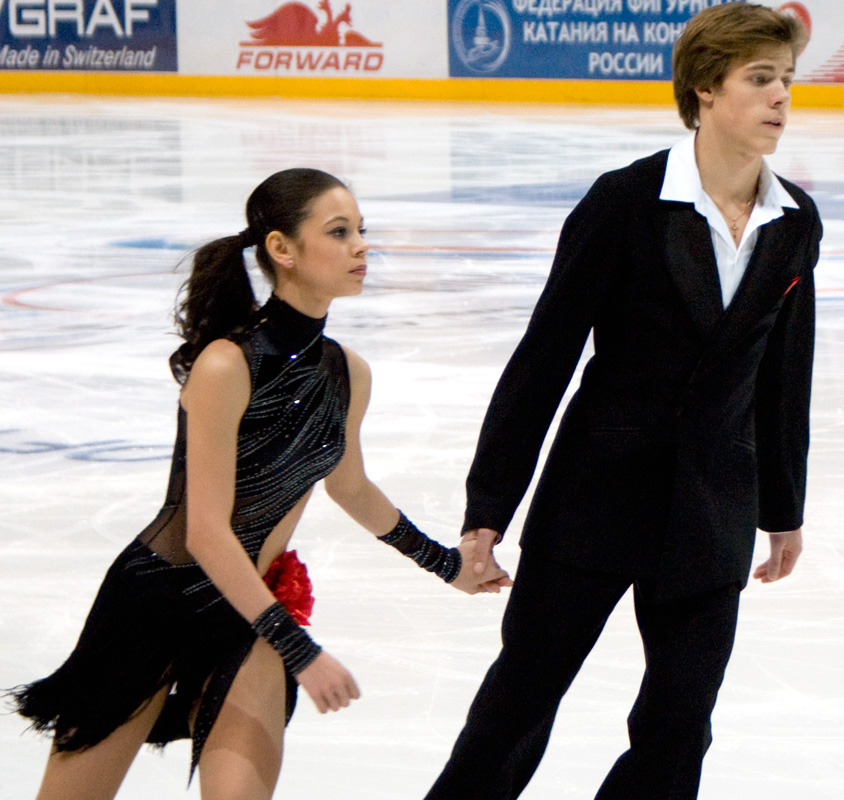
Katsalapov en Jelena Ilinych (2010)

Katsalapov begon in 1995 met kunstschaatsen. Doordat hij moeite had met enkele sprongen stapte hij over op het ijsdansen. In het begin van zijn carrière werd hij al gekoppeld aan schaatsster Jelena Ilinych; ze beëindigden in 2005 voor de eerste keer de samenwerking.
Tot 2008 trainde hij met Angelina Kabysjeva. In 2008 begon een hernieuwde samenwerking met Ilinych. Ilinych en Katsalapov werden in 2010 wereldkampioen bij de junioren. Ze namen bij de senioren vier keer deel aan zowel de wereldkampioenschappen als de Europese kampioenschappen (2x zilver, 1x brons). Daarnaast veroverden ze olympisch brons bij het ijsdansen op de Olympische Winterspelen 2014 in Sotsji. Bij de landenwedstrijd eindigde het Russische team op de eerste plek en dus werden Ilinych en Katsalapov, die daar ook deel van uitmaakten, olympisch kampioen. In 2014 ging Katsalapov een samenwerking aan met Viktoria Sinitsina. Ze eindigden als 4e bij de EK 2016 en als 9e bij de WK 2016.
Katsalapov en Sinitsina hebben ook buiten het ijs een relatie. Ze trouwden op 2 oktober 2022.

## Belangrijke resultaten
2008-2014 met Jelena Ilinych, 2014-2021 met Viktoria Sinitsina
| Kampioenschap                                                                      | 08/09 | 09/10  | 10/11         | 11/12         | 12/13         | 13/14         |               | 14/15         | 15/16         | 16/17         | 17/18         | 18/19         | 19/20         | 20/21         |
| ---------------------------------------------------------------------------------- | ----- | ------ | ------------- | ------------- | ------------- | ------------- | ------------- | ------------- | ------------- | ------------- | ------------- | ------------- | ------------- | ------------- |
| Olympische Spelen                                                                  |       |        |               |               |               | · (team)      |               |               |               |               |               |               |               |               |
| Wereldkampioenschap                                                                |       |        | 7e            | 5e            | 9e            | 4e            |               | 9e            |               |               | Zilver        | *             | Goud          |               |
| Europees kampioenschap                                                             |       |        | 4e            | Brons         | Zilver        | Zilver        |               | 4e            | 10e           |               | 4e            | Goud          |               |               |
| Grand Prix-finale                                                                  |       |        |               |               | 6e            |               |               |               |               |               | Zilver        | 6e            |               |               |
| Nationaal kampioenschap                                                            |       |        | Brons         | Zilver        | Zilver        | Zilver        | 4e            | Zilver        | Brons         | t.z.t.        | Goud          | Goud          | t.z.t.        |               |
| WK junioren                                                                        |       | Goud   | geen deelname | geen deelname | geen deelname | geen deelname | geen deelname | geen deelname | geen deelname | geen deelname | geen deelname | geen deelname | geen deelname | geen deelname |
| Junior Grand Prix-finale                                                           |       | Zilver | geen deelname | geen deelname | geen deelname | geen deelname | geen deelname | geen deelname | geen deelname | geen deelname | geen deelname | geen deelname | geen deelname | geen deelname |
| NK junioren                                                                        | 4e    | Zilver | geen deelname | geen deelname | geen deelname | geen deelname | geen deelname | geen deelname | geen deelname | geen deelname | geen deelname | geen deelname | geen deelname | geen deelname |
| t.z.t. = trokken zich terug / * WK afgelast naar aanleiding van de coronapandemie. |       |        |               |               |               |               |               |               |               |               |               |               |               |               |